# Love Is Lost
Singles de David Bowie
Valentine's Day
(2013) 'Tis a Pity She Was a Whore
(2014)
Pistes de The Next Day
The Stars (Are Out Tonight)
(3) Where Are We Now?
(5)
Love Is Lost est une chanson de David Bowie, sortie en 2013 sur l'album The Next Day. Le chanteur-compositeur s'adresse à celui qu'il était au début de sa carrière, sur le thème du choix entre le succès et le confort sentimental.
Le titre est le cinquième et dernier extrait de l'album à sortir en single en formats vinyle et digital, en deux versions allongées remixées par James Murphy, sous le sous-titre Hello Steve Reich Mix for the DFA. Il est destiné à la promotion de The Next Day Extra, une édition spéciale de l'album avec « bonus tracks », remixes et vidéos.

## Description
Bowie s'adresse probablement à celui qu'il était au début de l'âge adulte :
« It's the darkest hour, you're twenty-two, the voice of youth, the hour of dread
The darkest hour and your voice is new »
« C'est l'heure la plus sombre, tu as vingt-deux ans, la voix de la jeunesse, l'heure de l'effroi
L'heure la plus sombre et ta voix est nouvelle »
Peut-être ébranlé par la perte d'un premier amour, il s'exhorte à sceller un pacte faustien : le succès, au détriment du confort émotionnel. Mais la conclusion du refrain est irrévocable : « Oh, what have you done? », qu'as-tu fais ?
Tony Visconti y voit plutôt la description de comment « tout le monde réduit ses sentiments à l'ère d'Internet ». Le texte peut ainsi faire écho à une interview donnée par Bowie en 1979, où Bowie explique que si auparavant il tombait très facilement amoureux, « l'amour ne [l]e gêne plus désormais : [il] s'en tien[t] incroyablement à l'abri » ou encore à de plus récentes déclarations où l'auteur — notamment en évoquant sa fille — s'émeut d'un monde qui à son sens se désagrège et émousse les sentiments.
Nichoas Pegg décèle l'influence du single Love de John Lennon en 1970 (« Love is real, real is love »") et du Tainted Love de Soft Cell (1982).
Sur le plan musical, la piste exploite selon Tony Visconti certaines techniques utilisées sur Low, comme un effet de caisse claire déformée, perceptible sur Breaking Glass et Sound and Vision, et ici dans une pause vers le milieu de la chanson. La mélodie de guitare de Gerry Leonard fait quant à elle sur le refrain écho à Hallo Spaceboy, alors qu'elle reste totalement monotone sur le reste de sa partition. Un synthétiseur Korg Trinity produit des effets d'orgue.

## Enregistrement
Les instruments ont été enregistrés le 13 novembre 2011 et la voix de Bowie le 17. Plusieurs overdubs ont suivi.
La version remixée Hello Steve Reich Mix for the DFA est préparée par James Murphy, du groupe LCD Soundsystem. La rythmique originale est remplacée par des applaudissements, mis en boucle et extraits du morceau de musique minimaliste Clapping Music de Steve Reich (1972). D'autres samples proviennent des claviers de Ashes to Ashes de Bowie (1980).

## Musiciens
- David Bowie : chant, production, claviers
- Tony Visconti : ingénieur, mixage, production
- Gerry Leonard (en) : guitare
- Gail Ann Dorsey : basse
- Zachary Alford : batterie

## Clip vidéo
Avec l'aide du photographe Jimmy King et de son amie et assistante Coco Schwab, Bowie a conçu et réalisé lui-même la vidéo associée au remix court de la chanson (4:07), dans son appartement de Manhattan le weekend qui précède de sa sortie, le 30 octobre 2013. Il est rapporté qu'elle n'a coûté que 12,99 $, le prix de la clé USB sur laquelle elle a été sauvegardée,,. Bowie y apparaît d'une part en train de se laver les mains devant un miroir, comme dans Thursday's Child, d'autre part en cadrage serré sur son visage sur lequel un appareil vidéo projette un maquillage, selon la technique utilisée par Tony Oursler sur Where Are We Now?. S'y animent des marionnettes en bois de Pierrot, ici vêtu de noir, comme endeuillé, et du Thin White Duke, deux personæ du chanteur, qui avaient été fabriquées précédemment par le Jim Henson's Creature Shop pour une vidéo de 1999 destinée au titre The Pretty Things Are Going to Hell, restée inachevée. Leur présence renforce l'idée que Bowie est en train de ré explorer sa propre histoire.
Une autre vidéo a été réalisée par Barnaby Roper pour le remix long (10:24) et diffusée en novembre 2013. Des images numériques de morceaux de corps humains y évoluent, jusqu'à former un couple nu enlacé.

## Caractéristiques dusingle
- ISO/Columbia — 44–102199[10]

| 1. | Love Is Lost (Hello Steve Reich Mix by James Murphy for the DFA) | 10:24 |

| 1. | I'd Rather Be High (Venetian Mix)                                | 3:49 |
| 2. | Love Is Lost (Hello Steve Reich Mix by James Murphy for the DFA) | 4:07 |

## Sorties
| Région | Date             | Label            | Format        | Catalogue no. |
| ------ | ---------------- | ---------------- | ------------- | ------------- |
| Europe | 16 décembre 2013 | - ISO - Columbia | maxi 45 tours | 44–102199     |

Le titre a été ultérieurement retenu pour la comédie musicale Lazarus : il est chanté par le personnage de Valentine, un serial killer qui s'en prend aux amants.